# Xenylla capitata
Xenylla capitata är en urinsektsart som beskrevs av ?E. Thibaud och Zaher Massoud 1980. Xenylla capitata ingår i släktet Xenylla och familjen Hypogastruridae. Inga underarter finns listade i Catalogue of Life.